# João Pedro Geraldino dos Santos Galvão
João Pedro Geraldino dos Santos Galvão, noto come João Pedro (Ipatinga, 9 marzo 1992), è un calciatore brasiliano naturalizzato italiano, centrocampista o attaccante dell'Atlético San Luis.

## Biografia
È sposato con Alessandra, siciliana conosciuta nel 2011 quando giocava a Palermo; la coppia ha due figli.
Dal 2017 è in possesso anche della cittadinanza italiana.

## Caratteristiche tecniche
Ha iniziato la carriera come centravanti, per poi venire spostato nel ruolo di trequartista. La sua duttilità gli consente di giocare anche da seconda punta e da mezzala, oltre ad avere giocato da esterno in passato. Abile nel dribbling, dispone di un tiro potente e preciso, che lo rende pericoloso anche da fuori area, oltre ad avere un'ottima visione di gioco. È inoltre bravo negli inserimenti offensivi, e in più è un ottimo rigorista, ha messo a segno 21 rigori su 26 calciati. Col tempo ha anche affinato uno spiccato senso del gol, tanto da diventare un vero uomo d'area di rigore capace di segnare con entrambi i piedi e di testa. Ciò ha portato il brasiliano a giocare sempre più vicino alla porta, tornando al suo ruolo originale di attaccante, riuscendo ad arrivare al gol con grande costanza.

## Carriera

### Club

#### Gli inizi, Atlético Mineiro
Cresciuto nell'Atlético Mineiro, dal 2008 al 2010 si è diviso fra Under-17, Under-18, Under-19 e Under-20, per arrivare definitivamente in prima squadra nella stagione 2010. L'esordio arriva alla terza giornata del Campeonato Brasileiro Série A 2010, disputata il 25 marzo 2010, subentrando a Corrêa all'85' della gara casalinga contro l'Athl. Paranaense (3-1). L'esordio da titolare arriva tre giornate dopo, nella sconfitta in casa del Grêmio (2-1). Il 5 agosto 2010 debutta in Coppa Sudamericana, nella gara d'andata del secondo turno preliminare contro il Grêmio Prudente (0-0).

#### Palermo e prestiti a Vitória Guimarães e Peñarol

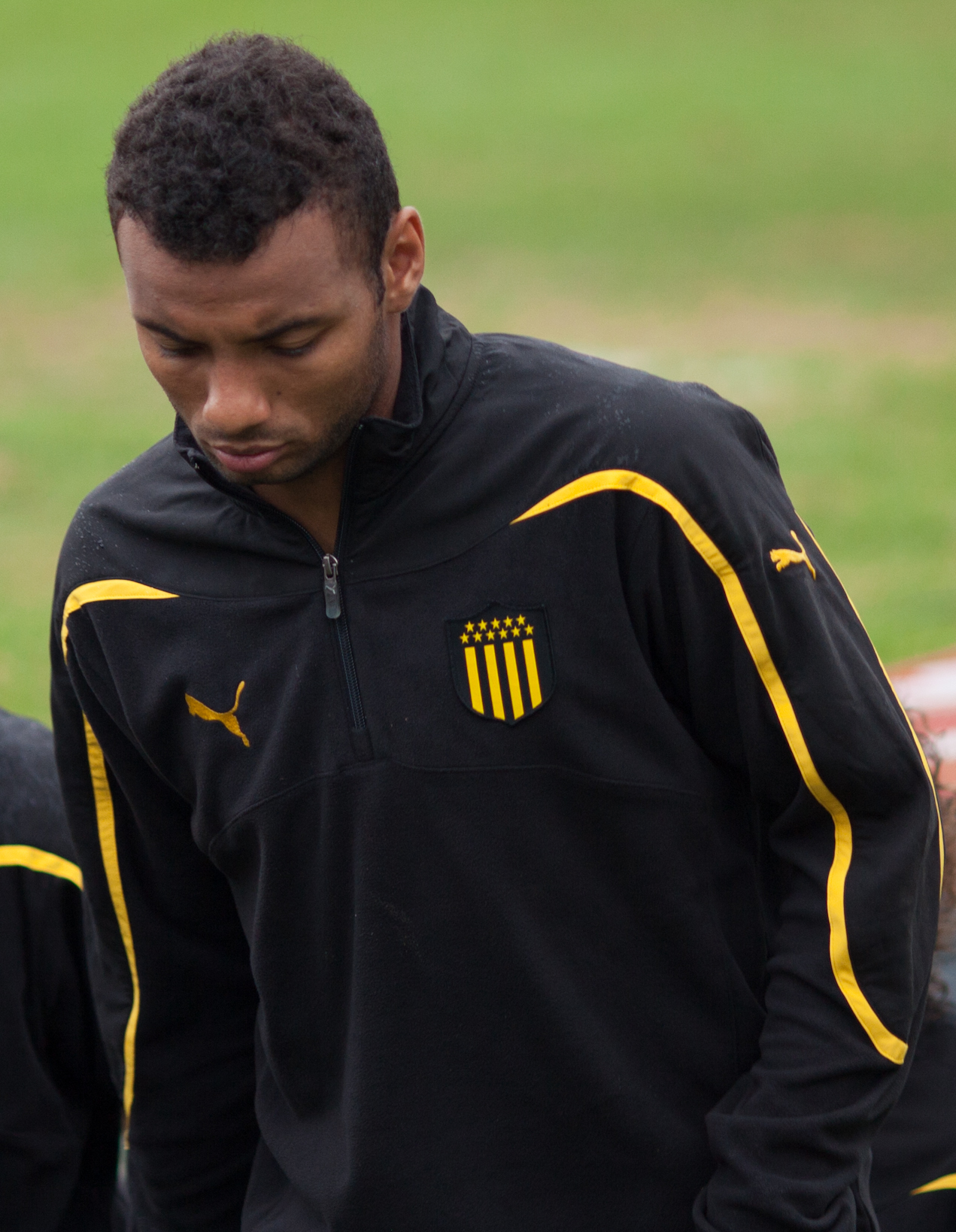
João Pedro ai tempi del nel 2012.

Il 30 agosto 2010 viene ufficializzato il suo ingaggio da parte del Palermo, con cui sigla un accordo quinquennale. Debutta con i rosanero il 16 settembre seguente, in occasione della gara esterna di UEFA Europa League contro lo Sparta Praga (3-2), per poi essere inserito nella formazione Primavera per il resto dell'anno. Esordisce in Serie A il 16 gennaio 2011, prendendo parte alla sconfitta in casa del Cagliari (3-1).
Il 29 gennaio 2011 il brasiliano viene ceduto in prestito al Vitória Guimarães. Esordisce con i lusitani il 6 febbraio successivo, nella gara di campionato contro il Nacional (0-0). Ad inizio aprile, tuttavia, l'esperienza in Portogallo si chiude anticipatamente, a causa di problemi disciplinari.
Di ritorno in Sicilia, il 19 agosto 2011 viene girato nuovamente in prestito, questa volta al Peñarol.

#### Santos ed Estoril Praia
Dopo aver rescisso il contratto con il Palermo, il 4 luglio 2012 viene tesserato dal Desportivo Brasil, per poi passare l'indomani al Santos, siglando con quest'ultimo club un accordo biennale. Nel 2013 si trasferisce tuttavia in prestito all'Estoril Praia, venendo riscattato al termine dell'annata.

#### Cagliari
Il 1º settembre 2014 il brasiliano viene prelevato dal Cagliari, nell'ambito di uno scambio con Matías Cabrera. Fa il suo debutto con i rossoblù il 14 settembre seguente, in occasione della sconfitta di campionato contro l'Atalanta (1-2). Il 3 novembre 2014 mette a segno il suo primo centro nella massima serie italiana, non riuscendo però a evitare la sconfitta contro la Lazio (4-2). La prima stagione in Sardegna si conclude per il sudamericano con la retrocessione in Serie B.
Il 7 settembre 2015 esordisce nel campionato cadetto, subentrando nella ripresa della gara casalinga contro il Crotone (4-0). Due mesi dopo, mette a segno le sue prime reti in Serie B, decidendo la gara contro il Modena (2-1). Il 16 aprile 2016, il calciatore realizza la sua prima tripletta in carriera, contribuendo al reboante successo sul Brescia (6-0). I suoi 13 gol e 7 passaggi decisivi accumulati durante l'annata risultano cruciali per la conquista del titolo cadetto, successo che riporta il Cagliari in Serie A.
Costretto a saltare la prima parte della stagione 2016-2017 a seguito della frattura al terzo distale del perone destro, rimediata il 1º ottobre 2016 durante una seduta di allenamento, il 15 aprile 2017 il brasiliano mette a segno la sua prima doppietta in Serie A, a danno del Chievo (4-0).
Il 9 marzo 2018, nel corso della quarta stagione del brasiliano in rossoblù, viene riscontrata la sua positività all'idroclorotiazide a seguito di un test antidoping effettuato l'11 febbraio precedente, al termine di Cagliari-Sassuolo (0-0); il giocatore risulta positivo anche ad un secondo controllo, nella giornata seguente di campionato. Alla luce di ciò, la Procura Nazionale Antidoping richiede una squalifica di quattro anni per il calciatore. Il 16 maggio 2018 viene infine inflitta una squalifica di sei mesi al giocatore. Torna a calcare i campi di calcio il 16 settembre seguente, in occasione della gara interna di campionato contro il Milan (1-1), contribuendo al risultato finale con la rete del provvisorio vantaggio cagliaritano.
Nella stagione 2019-2020 il brasiliano, su iniziativa del tecnico Rolando Maran, comincia a essere schierato come seconda punta per ovviare all'infortunio di Leonardo Pavoletti e per far fronte al rientro a centrocampo di Radja Nainggolan. Il 30 ottobre 2019 realizza una doppietta decisiva per la vittoria sul Bologna (3-2), entrando nella top ten dei migliori marcatori rossoblù di tutti i tempi. La scelta tecnica di cui sopra si rivela quindi vincente: il brasiliano conclude la stagione con 19 reti realizzate complessivamente, superando i 50 gol in maglia cagliaritana e facendo di tale annata la sua migliore di sempre a livello realizzativo.
Al termine della stagione 2020-2021, conclusa con un bilancio di 16 reti in tutte le competizioni, diventa il primo brasiliano dai tempi di Kaká, nonché il primo giocatore del Cagliari dai tempi di Gigi Riva, a siglare almeno 15 centri per due campionati consecutivi.
Il 23 gennaio 2022 segna il suo decimo gol in campionato nella partita interna contro la Fiorentina (1-1): in questo modo, diventa il quarto brasiliano ad arrivare alla doppia cifra per tre campionati consecutivi di Serie A, dopo Adriano (4), Kakà (4) e Alexandre Pato (3), e il terzo nella storia rossoblù, dopo Gigi Riva e Roberto Muzzi. Termina il campionato con 13 reti, non riuscendo ad evitare la retrocessione dei sardi. In tutto, con la maglia del Cagliari l'attaccante ha messo a referto 271 presenze e 86 gol.

#### Fenerbahçe e prestito al Grêmio
Il 21 luglio 2022, João Pedro viene ceduto al Fenerbahçe per 5 milioni di euro più 1,5 di bonus, lasciando così il Cagliari dopo otto anni.
Debutta ufficialmente con la formazione turca il 29 agosto seguente, entrando in campo nel secondo tempo dell'incontro di campionato con il Konyaspor, perso per 1-0. Il 3 settembre successivo, invece, parte da titolare nella partita contro il Kayserispor: nell'occasione, apre le marcature, contribuendo così alla vittoria per 2-0 della sua squadra. Infine, il 13 ottobre seguente, segna la sua prima rete nelle competizioni europee, contribuendo alla vittoria per 1-2 nell'incontro della fase a gironi di UEFA Europa League in casa dell'AEK Larnaca. A fine stagione vince con il club turco la Coppa di Turchia.
Il 3 agosto 2023, dopo una sola stagione in Turchia, passa in prestito con diritto di riscatto al Grêmio fino al 31 luglio 2024. Il 6 aprile 2024 vince con la squadra di Porto Alegre il Campionato Gaúcho. Nonostante tale vittoria, le prestazioni di João Pedro vengono ritenute poco soddisfacenti e il giocatore, finito il periodo del prestito, non viene riscattato, facendo ritorno al Fenerbaçhe. Tornato in Turchia, non rientrando nei piani del nuovo allenatore José Mourinho, il 20 agosto 2024 risolve di comune accordo con la società il proprio contratto.

#### Hull City
Il 26 settembre 2024, João Pedro si accasa da svincolato all'Hull City, nella Championship inglese, con cui sottoscrive un accordo annuale, con opzione per un'ulteriore stagione. Debutta con i Tigers il 5 ottobre seguente, sostituendo Chris Bedia al 72° minuto della partita di campionato persa 4-0 in casa del Norwich City; quindi, segna il suo primo gol per l'Hull il 2 novembre seguente, nell'incontro con il Portsmouth, nell'incontro di campionato terminato 1-1. Termina la stagione con 36 presenze fra campionato e coppa nazionale, registrando anche sei marcature e due assist.
Il 17 maggio 2025, l'Hull City rende noto di aver esercitato l'opzione per il rinnovo del contratto dell'attaccante; tuttavia, il 19 giugno seguente, il club ha annunciato la rescissione consensuale dell'accordo.

#### Atlético San Luis
Il 24 giugno 2025, viene annunciato l'ingaggio di João Pedro da parte dell'Atlético San Luis, militante nella Liga MX.

### Nazionale

#### Brasile
Con le nazionali giovanili del Brasile ha disputato il campionato sudamericano di calcio Under-17 2009.
Il 30 novembre 2010 venne pre-convocato dalla Nazionale Under-20 verdeoro per prendere parte alle partite del Campionato sudamericano Under-20 che si disputarono in Perù nel mese di gennaio 2011, salvo poi risultarne escluso dopo la restrizione della rosa dei convocati.

#### Italia
Il 5 gennaio 2022, per via della cittadinanza acquisita 5 anni prima e per non aver mai giocato nella nazionale maggiore brasiliana, ha ottenuto il via libera dalla FIFA diventando così convocabile per la nazionale dell'Italia. Il 24 gennaio seguente viene convocato dal C.T. Roberto Mancini per uno stage in vista degli spareggi per le qualificazioni al campionato del mondo 2022. Il 24 marzo debutta, trentenne, in maglia azzurra, subentrando a Berardi negli ultimi minuti di gioco della semifinale del turno di spareggio valido per la qualificazione mondiale, nel quale l'Italia viene eliminata dopo la sconfitta in casa contro la Macedonia del Nord. Rimasto con il gruppo in vista dell'amichevole con la Turchia, gli viene assegnata per la prima volta la maglia numero 10, ma non viene schierato in campo.

## Statistiche

### Presenze e reti nei club
Statistiche aggiornate al 3 maggio 2025.
| Stagione             | Squadra              | Campionato           | Campionato | Campionato | Coppe nazionali | Coppe nazionali | Coppe nazionali | Coppe continentali | Coppe continentali | Coppe continentali | Altre coppe | Altre coppe | Altre coppe | Totale | Totale |
| Stagione             | Squadra              | Comp                 | Pres       | Reti       | Comp            | Pres            | Reti            | Comp               | Pres               | Reti               | Comp        | Pres        | Reti        | Pres   | Reti   |
| -------------------- | -------------------- | -------------------- | ---------- | ---------- | --------------- | --------------- | --------------- | ------------------ | ------------------ | ------------------ | ----------- | ----------- | ----------- | ------ | ------ |
| 2010                 | Atlético Mineiro     | A                    | 11         | 0          | -               | -               | -               | CS                 | 2                  | 0                  | -           | -           | -           | 13     | 0      |
| 2010-gen. 2011       | Palermo              | A                    | 1          | 0          | CI              | 0               | 0               | UEL                | 3                  | 0                  | -           | -           | -           | 4      | 0      |
| gen.-giu. 2011       | Vitória Guimarães    | PL                   | 6          | 0          | CP+CdL          | 1+0             | 0               | -                  | -                  | -                  | -           | -           | -           | 7      | 0      |
| 2011-2012            | Peñarol              | PD                   | 15         | 6          | -               | -               | -               | CL                 | 8                  | 1                  | -           | -           | -           | 23     | 7      |
| 2012                 | Santos               | A                    | 10         | 0          | -               | -               | -               | CL                 | 0                  | 0                  | RS          | 0           | 0           | 10     | 0      |
| 2013-2014            | Estoril Praia        | PL                   | 25         | 8          | CP+CdL          | 4+3             | 0+1             | UEL                | 10                 | 0                  | -           | -           | -           | 42     | 9      |
| lug.-ago. 2014       | Estoril Praia        | PL                   | 3          | 1          | CP+CdL          | 0               | 0               | UEL                | 0                  | 0                  | -           | -           | -           | 3      | 1      |
| Totale Estoril Praia | Totale Estoril Praia | Totale Estoril Praia | 28         | 9          |                 | 7               | 1               |                    | 10                 | 0                  |             | -           | -           | 45     | 10     |
| set. 2014-2015       | Cagliari             | A                    | 29         | 5          | CI              | 1               | 0               | -                  | -                  | -                  | -           | -           | -           | 30     | 5      |
| 2015-2016            | Cagliari             | B                    | 38         | 13         | CI              | 3               | 0               | -                  | -                  | -                  | -           | -           | -           | 41     | 13     |
| 2016-2017            | Cagliari             | A                    | 22         | 7          | CI              | 0               | 0               | -                  | -                  | -                  | -           | -           | -           | 22     | 7      |
| 2017-2018            | Cagliari             | A                    | 22         | 5          | CI              | 2               | 1               | -                  | -                  | -                  | -           | -           | -           | 24     | 6      |
| 2018-2019            | Cagliari             | A                    | 34         | 7          | CI              | 2               | 0               | -                  | -                  | -                  | -           | -           | -           | 36     | 7      |
| 2019-2020            | Cagliari             | A                    | 36         | 18         | CI              | 3               | 1               | -                  | -                  | -                  | -           | -           | -           | 39     | 19     |
| 2020-2021            | Cagliari             | A                    | 37         | 16         | CI              | 3               | 0               | -                  | -                  | -                  | -           | -           | -           | 40     | 16     |
| 2021-2022            | Cagliari             | A                    | 37         | 13         | CI              | 2               | 0               | -                  | -                  | -                  | -           | -           | -           | 39     | 13     |
| Totale Cagliari      | Totale Cagliari      | Totale Cagliari      | 255        | 84         |                 | 16              | 2               |                    | -                  | -                  |             | -           | -           | 271    | 86     |
| 2022-2023            | Fenerbahçe           | SL                   | 20         | 4          | TK              | 1               | 0               | UEL                | 7                  | 1                  | -           | -           | -           | 28     | 5      |
| giu.-dic. 2023       | Grêmio               | A1/G+A               | 0+14       | 0          | CB              | 1               | 0               | -                  | -                  | -                  | -           | -           | -           | 15     | 0      |
| gen.-lug. 2024       | Grêmio               | A1/G+A               | 14+11      | 3+0        | CB              | 1               | 0               | CL                 | 4                  | 0                  | -           | -           | -           | 30     | 3      |
| Totale Gremio        | Totale Gremio        | Totale Gremio        | 14+25      | 3+0        |                 | 2               | 0               |                    | 4                  | 0                  |             | -           | -           | 45     | 3      |
| set. 2024-2025       | Hull City            | FLC                  | 35         | 6          | FACup+CdL       | 1+0             | 0+0             | -                  | -                  | -                  | -           | -           | -           | 36     | 6      |
| Totale carriera      | Totale carriera      | Totale carriera      | 420        | 112        |                 | 28              | 3               |                    | 34                 | 2                  |             | 0           | 0           | 482    | 117    |

### Cronologia presenze e reti in nazionale
| Cronologia completa delle presenze e delle reti in nazionale ― Italia | Cronologia completa delle presenze e delle reti in nazionale ― Italia | Cronologia completa delle presenze e delle reti in nazionale ― Italia | Cronologia completa delle presenze e delle reti in nazionale ― Italia | Cronologia completa delle presenze e delle reti in nazionale ― Italia | Cronologia completa delle presenze e delle reti in nazionale ― Italia | Cronologia completa delle presenze e delle reti in nazionale ― Italia | Cronologia completa delle presenze e delle reti in nazionale ― Italia |
| Data                                                                  | Città                                                                 | In casa                                                               | Risultato                                                             | Ospiti                                                                | Competizione                                                          | Reti                                                                  | Note                                                                  |
| --------------------------------------------------------------------- | --------------------------------------------------------------------- | --------------------------------------------------------------------- | --------------------------------------------------------------------- | --------------------------------------------------------------------- | --------------------------------------------------------------------- | --------------------------------------------------------------------- | --------------------------------------------------------------------- |
| 24-3-2022                                                             | Palermo                                                               | Italia                                                                | 0 – 1                                                                 | Macedonia del Nord                                                    | Qual. Mondiali 2022                                                   | -                                                                     | 90’                                                                   |
| Totale                                                                |                                                                       | Presenze                                                              | 1                                                                     |                                                                       | Reti                                                                  | 0                                                                     |                                                                       |

## Palmarès

### Club

#### Competizioni statali
- Campionato Mineiro: 1

Atletico Mineiro: 2010
- Campionato Gaucho: 1

Grêmio: 2024

#### Competizioni nazionali
- Campionato italiano di Serie B: 1

Cagliari: 2015-2016
- Coppa di Turchia: 1

Fenerbahçe: 2022-2023

#### Competizioni internazionali
- Recopa Sudamericana: 1

Santos: 2012

### Nazionale
- Campionato sudamericano Under-17: 1

Cile 2009